# Le Lardin-Saint-Lazare
Le Lardin-Saint-Lazare è un comune francese di 1 665 abitanti situato nel dipartimento della Dordogna nella regione della Nuova Aquitania.

## Società

### Evoluzione demografica
Abitanti censiti